# HD 67880
HD 67880，又名BD-15 2280，SAO 153898、HR 3194，是一颗恒星，视星等为5.68，位于銀經236.53，銀緯9.08，其B1900.0坐标为赤經8h 4m 54s，赤緯-15° 9.08′ 19″。